# Berg (brandenburgisches Adelsgeschlecht)

Wappen derer von Berg

Berg ist der Name eines alten brandenburgischen Adelsgeschlechts, das aus der Uckermark stammte und einen Zusammenhang mit der Familie von Berg hat, die von den Ufern der Bode im 13. und 14. Jahrhundert erschienen sind. Zweige der Familie bestehen bis heute.

## Herkunft und Verbreitung
Das Geschlecht stammt aus der Mark Brandenburg als einem Territorium im Heiligen Römischen Reich, das Ende des 12. Jh. zum Kurfürstentum Brandenburg wurde. Es erscheint erstmals 1375 urkundlich mit Lüdeke und seinem Sohn Hans von dem Berge, mit denen auch die ununterbrochene Stammreihe beginnt. Außerdem gibt es ein Zusammenhang mit der Familie von Berg, die von den Ufern der Bode im 13. und 14. Jahrhundert erschienen sind. Das Adelsgeschlecht kann man nicht mit dem baltischen Adelsgeschlecht derer von Berg und dem niederrheinischen Grafengeschlecht der von Berg verwechseln. Bis zum 15. Jahrhundert gab es keine weiteren urkundlichen Nennungen von dem Adelsgeschlecht Berg. Nach dem 30-Jährigen Krieg blühten zwei Zweige von dem Adelsgeschlecht. Es war der Schönfeldsche Zweig und der Mittenwaldsche Zweig. Die urkundliche Stammreihe begann wieder zwischen dem 30. April 1672 und dem 5. Dezember 1688 mit Baltzer von Berg. Seit dem 16. Jahrhundert war die Familie in der Uckermark schlossgesessen. Seit dem 30. November 1842 gehören die Familienmitglieder durch Karl (Graf) von Berg-Schönfeld nach dem Primogeniturrecht dem preußischen Grafenstand an, es handelt sich hierbei um den Besitz Schönfeld in der Uckermark. Im selben Jahr wurde dort auch ein Familienfideikommiss gebildet. Im Jahre 1888 hat der preußische Major Friedrich von Berg, dann von Berg-Markienen das Gutshof in Markienen erworben. Die Familienmitglieder tragen/trugen die Namen „von Berg-Markienen“ sowie „von Berg-Schönfeld“ als auch „Vonberg“ und „von Bergen“. Des Weiteren existiert seit 1925 ein Familienverband der Grafen und Herren von Berg, der einen jährlichen Familientag abhält.

## Der Zusammenhang mit der Familie Berg an den Ufern der Bode
Es ist durch den roten Balken im Familienwappen bewiesen, dass die Familie "Berg" einen Zusammenhang mit der Familie Berg an den Ufern der Bode haben. Die Familie stammt von der Burg Berg in Friedrichshafen ab, die am Bodensee liegt. Außerdem muss Lüdecke von dem Berge und Hans von dem Berge von diesem Ort abstammen, denn in diesem Ort wurde der Name "Berge" im 13. Jahrhundert urkundlich erwähnt.

## Wappen
Blasonierung: Das Stammwappen zeigt in Blau einen kreisförmig von 14 goldenen Kugeln (Münzen) umgebenen roten Balken mit silbernem Rand. Auf dem Helm mit blau-silbernen Decken drei (rot, silbern, rot) Straußenfedern. Der Querbalken beweist den Zusammenhang mit denen von Berg, welche im 13. und 14. Jahrhundert an den Ufern der Bode erscheinen. Die Kugeln waren erst ab dem 17. Jahrhundert ein Zusatz. In neuerer Zeit wurde das Wappen von Rosen statt den Kugeln geführt. Die Ursache für den Akt ist unbekannt.

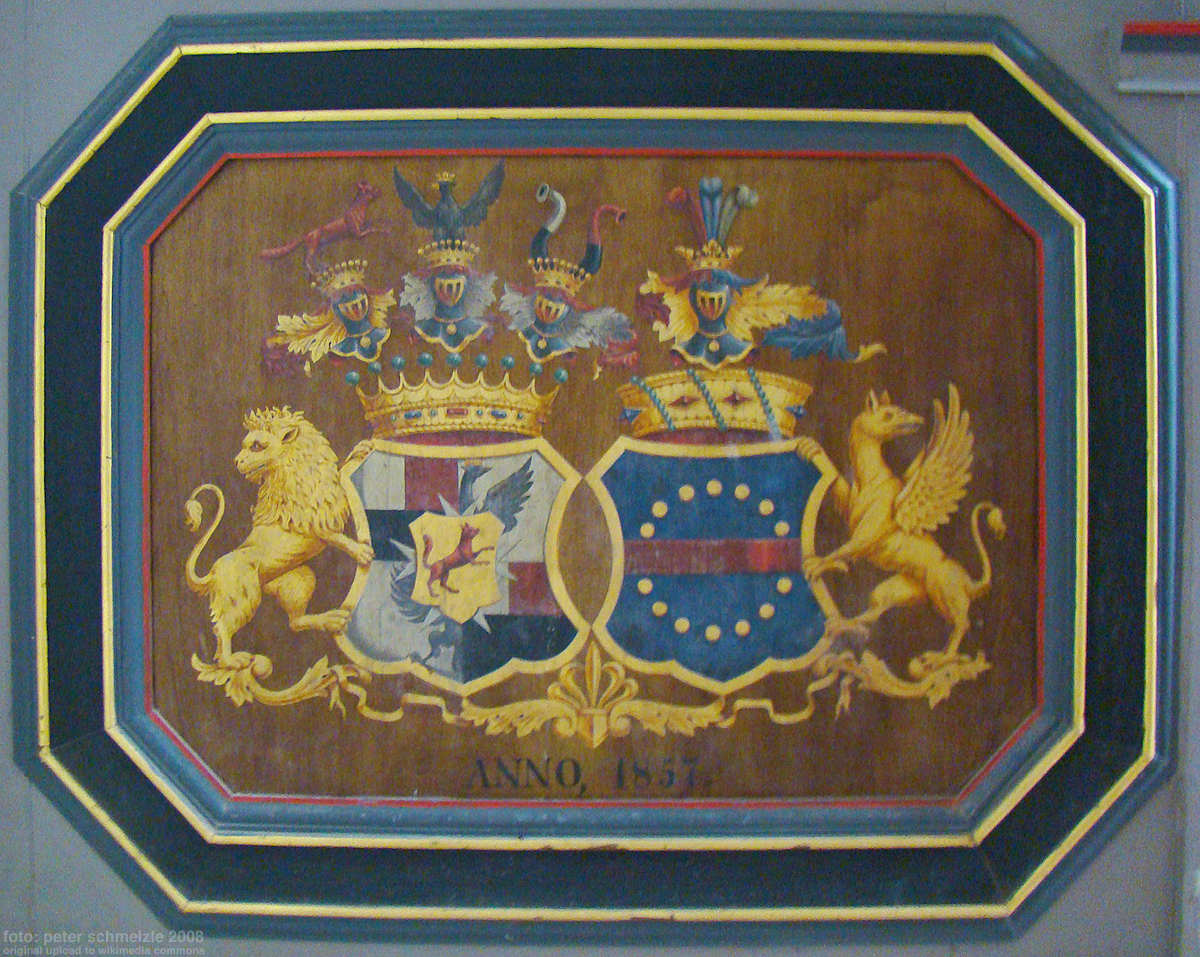
Adelsallianz zwischen der Familie von Voss und der Familie von Berg-Schönfeld. Eheschließung zwischen Luise von Berg und August Ernst von Voss (1779-1832)

## Bekannte Familienmitglieder
- Lüdecke von dem Berge (1375), Stammvater des Adelsgeschlechtes[10]
- Hans von dem Berge (1375), war der einzige nachgeforschter Sohn vom Stammesvater Lüdecke von dem Berge[11]
- Baltzer von Berg (zwischen 30. April 1672 und 5. Dezember 1688), erstes urkundliches Familienmitglied nach dem Dreißigjährigen Krieg[2]
- Friedrich von Berg-Schönfeld (1658–1729), Erbherr auf Schönfeld und Cleptow, Vater d. Landvogt Christian von Berg-Schönfeld[12]
- Christian von Berg-Schönfeld (1715–1789), deutscher Jurist u. Landvogt d. Uckermark
- Bernhard Sigismund von Berg († 1753), preuß. Oberst u. Chef d. Magdeburger Land-Regiments
- Carl Christian Philipp von Berg († 1842), Herr auf Kartlow (Cartlow), Groß Weckow u. Schinchow; Prälat am säkularisierten Domstift zu Cammin
- Alexandrine von Berg (1813–1859), war nach dem Tod von Carl von Berg Besitzerin des Rittergutes Weckow, womit es dann in den Besitz der Familie von Ploetz kam (1842).
- Karl Ludwig Graf von Berg-Schönfeld (1754–1847), Königlich-preußischer Kammerherr, erster Graf von Berg-Schönfeld und Ehemann von Karoline Friederike von Berg
- Karoline Friederike von Berg-Schönfeld (1760–1826), Hofdame, Vertraute u. Freundin der Königin Luise von Preußen[13]
- Johann Philipp Ludwig von Bergen (1766–1831), Jurist, Gutsherr Marwitz (Neumark)[14][15]
- Luise Gräfin von Berg (1780–1865), Tochter d. Karoline Friedrike von Berg-Schönfeld; Gräfin von Berg-Schönfeld, bekannte Berliner Salonniere, führte in ihrem Haus einen literarisch-politischen Salon[16]
- Wilhelm von Berg (1774–1856), Besitzer des Rittergutes Perscheln u kgl. preuß. Hauptmann.
- Hermann von Berg-Perscheln (1814–1880), Landrat u. Gutsbesitzer in Ostpreußen
- Kurd von Berg-Schönfeld (1856–1923), Regierungspräsident der Regierung Hannover
- Friedrich von Berg-Markienen (1835–1888), Major d. preuß. Armee, erwarb 1888 den Gutshof Markienen.
- Friedrich Wilhelm von Berg, auch von Berg-Markienen (1866–1939), preußischer Offizier, Beamter und Politiker. Chef des Geheimen Zivilkabinetts und wichtiger Berater und Freund von Kaiser Wilhelm II[17] und enger Freund von Paul von Hindenburg und Erich Ludendorff[18]
- Käthe von Berg-Markienen bzw. Vonberg (Lebensdaten unbekannt), bekannt geworden durch ein Beileidsschreiben von Ludendorff für ihren verstorbenen Ehemann Herr von Berg-Markienen bzw. Vonberg[19]
- Herr von Berg-Markienen bzw. Vonberg († 1926), Bruder d. Friedrich von Berg-Markienen, Veteran d. völkischen Bewegung im Umfeld d. Deutschvölkischen Freiheitspartei; bekannt geworden durch ein Beileidsschreiben von Erich Ludendorff an Käthe Vonberg[20]
- Werner von Bergen (1839–1901), war Jurist und im konsularischen Dienst d. Auswärtigen Amtes[21]
- Diego von Bergen (1872–1944), deutscher Diplomat[21]
- Hans-Hubert von Berg-Schönfeld (1908–1968), übernahm durch Friedrich von Berg-Markienen den Gutshof Markienen in Ostpreußen.[4]